# Campeonato Capixaba de Futebol Sub-17 de 2017
O Campeonato Capixaba Sub-17 de 2017 foi um torneio futebolístico de categoria de base organizado pela Federação de Futebol do Estado do Espírito Santo (FES). Ele foi disputado por quinze agremiações e realizado entre os dias 15 de abril e 2 de julho. Na decisão, o Porto Vitória venceu a Desportiva Ferroviária pelo placar de 2–0 e conquistou o terceiro título de sua história.

## Participantes e regulamento
A edição de 2017 foi disputada por quinze agremiações. Num primeiro momento, os participantes foram divididos em dois grupos pelos quais enfrentaram os adversários do próprio chaveamento em embates de turno único, acumulando pontos. As quatro agremiações melhores colocadas em cada grupo se classificaram ao término da fase inicial. Já as demais fases adotaram um sistema eliminatório.
As quinze agremiações que participaram do torneio foram:
- Esporte Clube Aracruz
- Clube Atlético Itapemirim
- Sport Club Capixaba
- Sociedade Esportiva e Recreativa Castelense
- Caxias Esporte Clube
- Associação Desportiva Ferroviária Vale do Rio Doce
- Doze Futebol Clube
- Espírito Santo Futebol Clube
- Linhares Futebol Clube
- Porto Vitória Futebol Clube
- Real Noroeste Capixaba Futebol Clube
- Rio Branco Atlético Clube
- Centro Educativo Recreativo Associação Atlética São Mateus
- Sport Clube Brasil Capixaba Ltda
- Vilavelhense Futebol Clube

## Resumo
O campeonato começou no dia 15 de abril, numa rodada marcada por dois cancelamentos. A primeira fase durou um pouco mais de um mês, sendo finalizada em 28 de maio. Na oportunidade, oito participantes permaneceram no torneio.

Nas quartas de final, Castelense, Desportiva Ferroviária, Porto Vitória e Rio Branco venceram seus adversários e se classificaram para as semifinais. Desportiva Ferroviária e Porto Vitória prosseguiram disputando o título após eliminar Castelense e Rio Branco, respectivamente, nas penalidades. Na decisão, o clube de Vitória venceu a partida e conquistou o tricampeonato da competição.

## Resultados

### Primeira fase

#### Grupo Norte
- Fonte: Federação de Futebol do Estado do Espírito Santo

#### Grupo Centro-Sul
- Castelense, Itapemirim e Vilavelhense empataram no número de pontos; sendo que as respectivas posições foram determinadas nos critérios de desempates, o saldo de gols.[1]
- Fonte: Federação de Futebol do Estado do Espírito Santo

### Fase final
|  | Quartas-de-final       | Quartas-de-final             | Quartas-de-final | Quartas-de-final |       |               | Semifinais       | Semifinais       | Semifinais       | Semifinais       |  |  | Final                  | Final      | Final      | Final      |
|  | 3 a 11 de junho        | 3 a 11 de junho              | 3 a 11 de junho  | 3 a 11 de junho  |       |               | 17 a 25 de junho | 17 a 25 de junho | 17 a 25 de junho | 17 a 25 de junho |  |  | 2 de julho             | 2 de julho | 2 de julho | 2 de julho |
|  |                        |                              |                  |                  |       |               |                  |                  |                  |                  |  |  |                        |            |            |            |
|  | Castelense             | 2                            | 0                | 2                |       |               |                  |                  |                  |                  |  |  |                        |            |            |            |
|  | Aracruz                | 0                            | 1                | 1                |       |               |                  |                  |                  |                  |  |  |                        |            |            |            |
|  | Aracruz                | 0                            | 1                | 1                |       | Castelense    | 2                | 0                | 2 (3)            |                  |  |  |                        |            |            |            |
|  |                        |                              |                  |                  |       | Castelense    | 2                | 0                | 2 (3)            |                  |  |  |                        |            |            |            |
|  |                        | Desportiva Ferroviária (pen) | 1                | 1                | 2 (5) |               |                  |                  |                  |                  |  |  |                        |            |            |            |
|  | Real Noroeste          | Desportiva Ferroviária (pen) | 1                | 1                | 2 (5) | 3             | 0                | 3                |                  |                  |  |  |                        |            |            |            |
|  | Real Noroeste          |                              |                  |                  |       | 3             | 0                | 3                |                  |                  |  |  |                        |            |            |            |
|  | Desportiva Ferroviária | 5                            | 2                | 7                |       |               |                  |                  |                  |                  |  |  |                        |            |            |            |
|  |                        |                              |                  |                  |       |               |                  |                  |                  |                  |  |  | Desportiva Ferroviária | 0          |            |            |
|  |                        |                              | Porto Vitória    | 2                |       |               |                  |                  |                  |                  |  |  |                        |            |            |            |
|  | Rio Branco-ES          | 5                            | 4                | 9                |       |               |                  |                  |                  |                  |  |  |                        |            |            |            |
|  | Linhares               | 2                            | 2                | 4                |       |               |                  |                  |                  |                  |  |  |                        |            |            |            |
|  | Linhares               | 2                            | 2                | 4                |       | Rio Branco-ES | 2                | 1                | 3 (2)            |                  |  |  |                        |            |            |            |
|  |                        |                              |                  |                  |       | Rio Branco-ES | 2                | 1                | 3 (2)            |                  |  |  |                        |            |            |            |
|  |                        | Porto Vitória                | 2                | 1                | 3 (4) |               |                  |                  |                  |                  |  |  |                        |            |            |            |
|  | São Mateus             | Porto Vitória                | 2                | 1                | 3 (4) | 0             | 0                | 0                |                  |                  |  |  |                        |            |            |            |
|  | São Mateus             |                              |                  |                  |       | 0             | 0                | 0                |                  |                  |  |  |                        |            |            |            |
|  | Porto Vitória          | 2                            | 0                | 2                |       |               |                  |                  |                  |                  |  |  |                        |            |            |            |

- Em itálico, os clubes que possuem o mando de jogo na partida de ida. Em negrito, os vencedores do confronto.